# 硬膠文化
硬膠（英語：ON9, ON-Nine），或其他變體如英文直譯成Hard Plastic的「HP」，即粵語粗口「戇㞗」的諧音。「硬膠」是一個香港網上社區的流行語。這個潮語與原指「聚苯乙烯」的硬膠不同的是，此詞用作形容形象差劣、愚昧笨拙的人與事。「硬膠文化」所指的就是這種社會景象。

## 歷史

### 用詞起源
「硬膠」早於周星驰電影《整蠱專家》已出現雛型。戲中一台詞「超級戇膠膠」可見，「膠」（gaau1）字是用作借代粵語粗口的「㞗」字（音 /gau1/）。
現時「硬膠」一詞的使用已遍布香港網絡社區。由於大部分討論區禁止網民使用粗言穢語，有些網民便把「戇㞗」諧音成「硬膠」，但也有可能被檢舉。網民並把發言古怪、發帖毫無根據、有違道理的會員定性為「硬膠」始祖。某程度上，硬膠文化與「無厘頭文化」近似。

### 網絡發展
硬膠風氣這種次文化始於高登討論區，後擴散至連登討論區、香港討論區等各大網壇。2000年代高登討論區成立之初，高登管理員仍為「DrJim」，但在管理權易手至Fevaworks公司後並由林祖舜管理至今，硬膠文化反更根深柢固。許多高登用語都受「硬膠文化」影響，如「硬膠之星」；甚至把硬膠圖像化，以小丑圖示表示，自此「小丑神」成為「硬膠」的象徵。

## 外部連結
- 《網絡新詞 唔識hihi886》，《蘋果日報》，2006年9月11日。